# Лавенем
Лавенем (англ. Lavenham) — деревня и община, находящаяся в английском графстве Суффолк. Деревня знаменита церковью XV века и множеством средневековых зданий, отделанных деревом. По одной из версий, Лавенем послужил прообразом скрюченного города из стихотворения «Скрюченный человек». В Средние века Лавенем был одним из 20 самых богатых поселений Англии.
Лавенем расположен в холмистой местности в восьми километрах к востоку от Садбери. Под городом находится подземная река, помещённая в дренажную трубу в начале XVI века.

## История

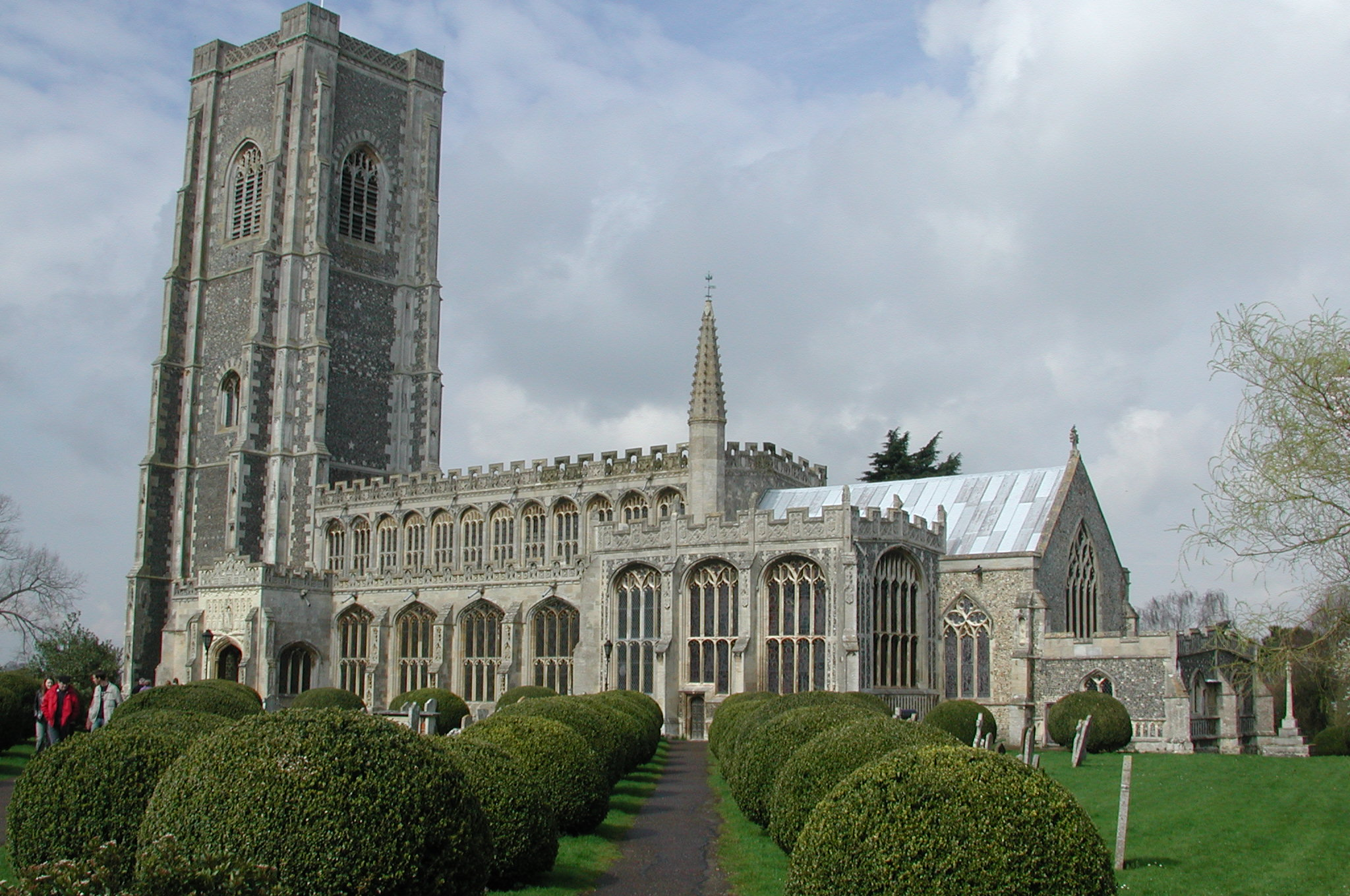
Церковь Петра и Павла

До норманнов поместьем Лавенем управлял тэн Ульвин (Ulwin, или Вулвин, Wulwin). В 1086 году поместье находилось в собственности Альбрика де Вера, предка графов Оксфорд. В то время в Лавенеме уже имелся виноградник. Семейство де Вер продало Лавенем сэру Томасу Скиннеру в 1604.
Деревня процветала в XV—XVI веках благодаря торговле шерстью, особенно славилось лавенемское синее сукно. К концу XV века деревня была одной из самых богатых на Британских островах, налоговые поступления от Лавенема превышали йоркские и линкольнские. Возникли зажиточные купеческие семейства, самыми успешными из них оказались Спринги. В 1464 году построена шерстяная биржа, в 1529 в центре Лавенема появилось место собрания членов гильдии торговцев шерстью. В 1525 году на деньги Спрингов построена Церковь Петра и Павла. Данная церковь имеет несоразмерно большой размер по сравнению с самой деревней; по другим зданиям также заметно, насколько город был богат в Средние века, и Генрих VII оштрафовал жителей нескольких чрезмерно богатых домов, хотя в целом огромные налоговые поступления заставляли короля закрывать глаза даже на то, что зачастую средства были заработаны нечестным путём.
В XVI веке благосостояние деревни подорвали нидерландские переселенцы, начавшие производить более модную, дешёвую и лёгкую материю в Колчестере. Удешевление импорта из Европы также сделало вклад в уменьшение благосостояния деревни, и к 1600 году Лавенем потерял значение как крупный торговый город.
В правление Генриха VIII в Лавенеме находился очаг сопротивления введённому канцлером Уолси налогу Amicable Grant для оплаты войны с Францией (без согласования с парламентом). В 1525 году около 10 000 мужчин из Лавенема и окрестных деревень приняли участие в восстании, однако были разбиты герцогами Норфолка и Саффолка.
Как и большинство восточноанглийских поселений, Лавенем твёрдо стоял на позициях парламентаризма в гражданскую войну XVII века. Местные жители участвовали в осаде Колчестера 1648 года. Годом ранее в Лавенеме появилась грамматическая школа. Деревня пережила вспышки чумы в 1666 и 1699 годах, а также натуральной оспы в 1712 и 1713.
В конце XVIII века в Лавенеме жила поэтесса Джейн Тейлор, одна из сестёр Тейлор, здесь же в 1806 году она написала стихотворение «Twinkle, Twinkle, Little Star», позже ставшее знаменитой колыбельной песней.
Во время Второй мировой войны в Лавенеме располагалась база ВВС Армии США.

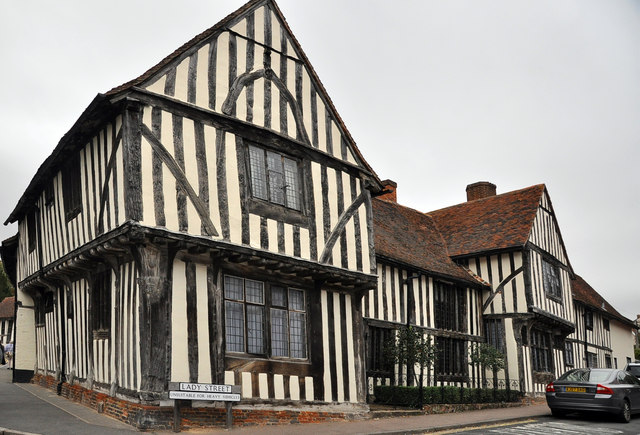
Зал собраний торговцев шерстью
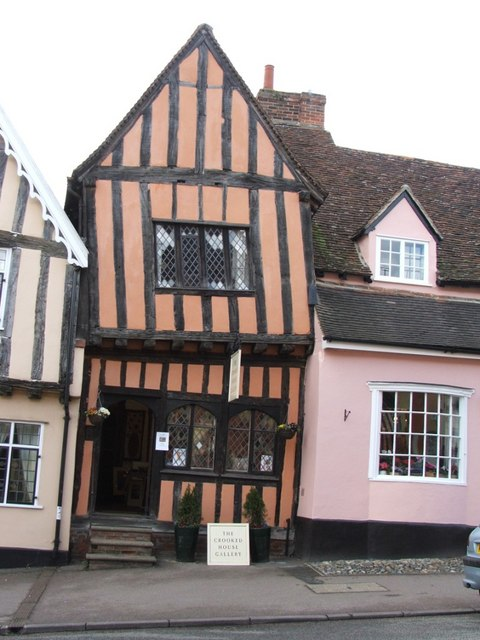
«Скрюченный дом»
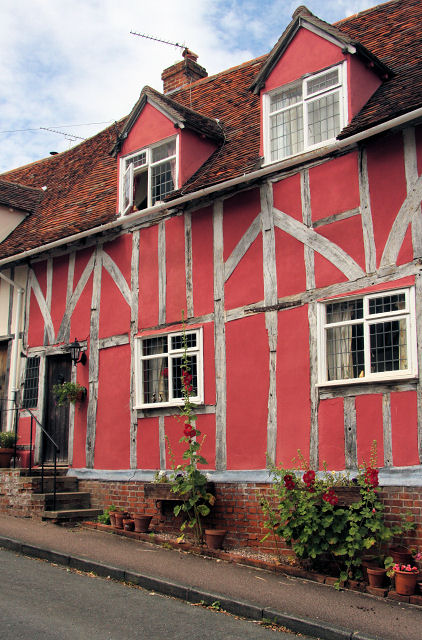
Улица Прентиса

## Транспорт
Через Лавенем проходит дорога A1141, соединяющая Хадли и Бери-Сент-Эдмундс; в результате большегрузные автомобили начали разрушать старинные постройки.
Возле деревни находилась одноимённая станция, открытая 9 августа 1865 года. Планировалось продлить железнодорожную ветку из Хэдли до Лавенема, но работы так и не начали. Станция была закрыта 10 апреля 1961 года в рамках Сокращения Бичинга. Железнодорожное полотно превращено в прогулочную зону и заповедник.

## Образование
В Лавенеме имеется начальная школа для детей 5—9 лет, по окончании учеников переводят в среднюю школу деревни Сток-бай-Нейланд, а затем — школу Томаса Гейнсборо в Грейт-Конард.

## Население
| Население Лавенема по годам |      |      |      |      |      |      |      |      |      |      |
| Год                         | 1801 | 1811 | 1821 | 1831 | 1841 | 1851 | 1861 | 1871 | 1881 | 1891 |
| Население                   | 1776 | 1711 | 1898 | 2107 | 1871 | 1811 | 1823 | 1886 | 1838 | 1908 |
| Год                         | 1901 | 1911 | 1921 | 1931 | 1951 | 1961 | 1971 | 1981 | 1991 | 2001 |
| Население                   | 2018 | 1963 | 1620 | 1451 | 1489 | 1305 | 1480 |      |      | 1750 |
| Перепись 1801—1971          |      |      |      |      |      |      |      |      |      |      |